# فلادمير ليبسكي
فلادمير ليبسكي (1863-1937) (بالإنجليزية: Vladimir Ippolitovich Lipsky)‏ هو عالم نبات روسي.